# Evci, Terme
Evci là một thị trấn thuộc huyện Terme, tỉnh Samsun, Thổ Nhĩ Kỳ. Dân số thời điểm năm 2010 là 3.232 người.